# 内藤岩雄

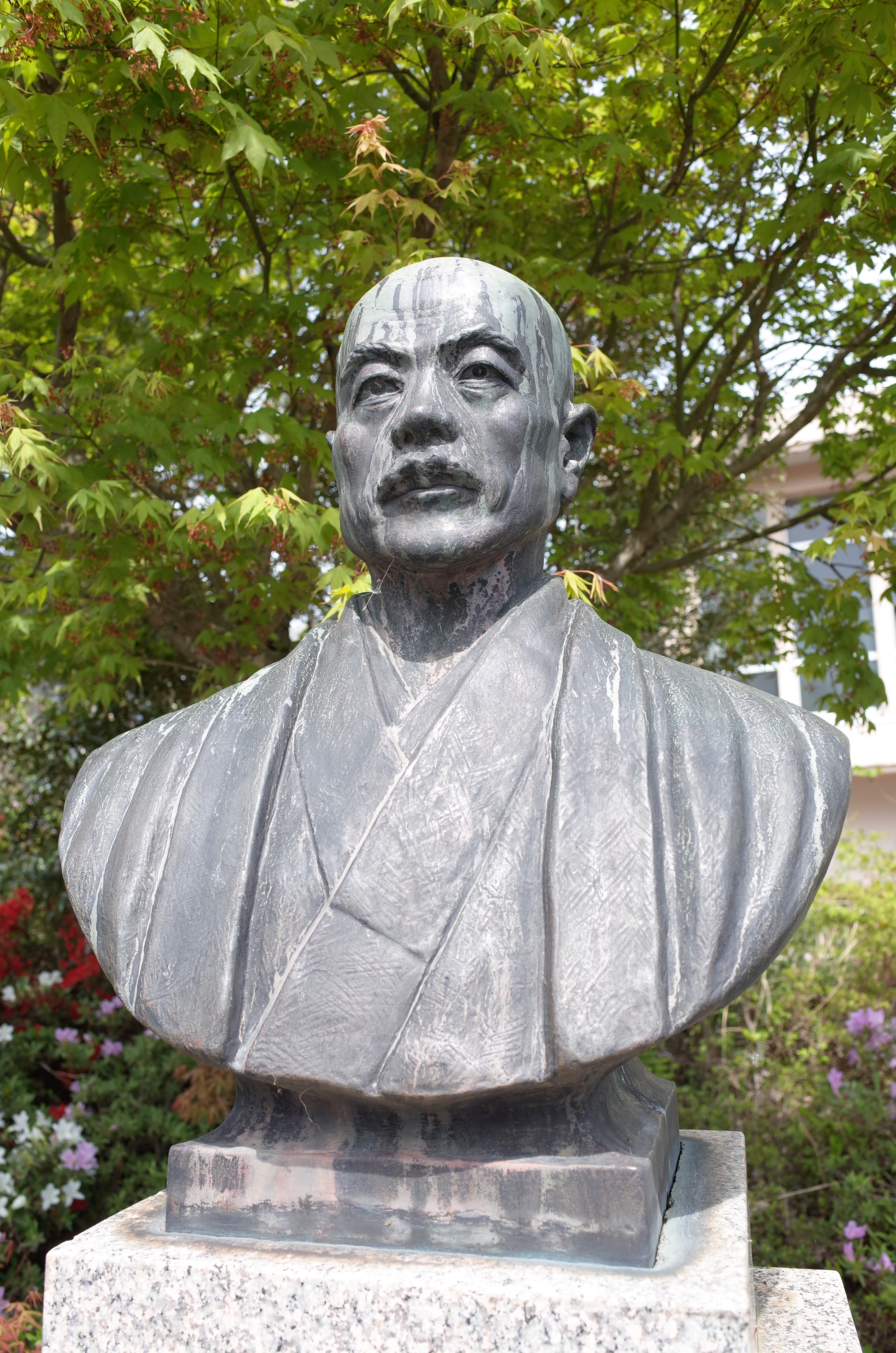
内藤岩雄の銅像

内藤 岩雄（ないとう いわお、1874年（明治7年） - 1944年（昭和19年））は、鳥取県日野郡の教育者で郷土史家。1901年（明治34年）から1925年（大正14年）まで、途中2年間を除き、山上尋常高等小学校の校長の職にあり、「山上学園」と称される全村教育の基礎を作った 。
校長在職中から郷土の宣揚に努め、職を辞した後は『日野郡史』の編纂委員として編集及び刊行を成し遂げたほか、神職として船通山（鳥髪の峯）での宣揚祭を挙行し、祭主を務めた。和歌や絵画に秀で、特に得意であったのが馬の絵で、皇紀2600年を記念して2600匹の馬と富士山を描いた『奔馬二千六百之図』は圧巻である。
内藤の独創的な教育方針は、山上学園の校風として浸透し、県内外から注目を集めた。ただ、その思想には、自らが神職であったことや時代的背景もあり、皇室尊崇や国家的信念が強く、日本民族発展の考え方がにじみ出ていた。
66歳で京都帝国大学に入学して雲伯古代史を研究するなど、終生、学問を好み、郷土の歴史に関心を寄せた。

## 生涯

### 少年時代
1874年（明治7年）2月22日、日野郡矢原村（茶屋村、山上村、伯南町を経て、現在の日南町茶屋）の矢原神社（現在の三所神社）の神職17代目内藤義彦と妻・ひゃくの長男として生まれる。
1888年（明治21年）3月、日野高等小学校（日野郡根雨）を卒業した。その後は測量の手伝いをしながら、第一高等学校を休学中の坪倉英輔から英語や漢詩、数学を学んだ。

### 教員への道
1891年（明治24年）、鳥取師範学校一年の補欠試験に合格し、2学期から編入学した。京阪神への修学旅行に行くと、和本印刷で『修学旅行記』を作成した。また、『万葉の研究』をまとめるなど、在学中から文才を発揮していた。
1895年（明治28年）3月に鳥取師範学校を卒業し、日野高等小学校の教員となる。この年、6週間現役兵として姫路連隊に入隊した。退営後、広島県比婆郡東城町の神職家の後藤精一の次女・万寿（ます）と結婚する。

### 故郷の山上村へ
1901年（明治34年）4月、山上村長の妹尾正治の懇願により、山上尋常高等小学校の教員兼校長となる。内藤は、広島高等師範学校附属小学校訓導として出向した1907年（明治40年）から2年間を除き、同校の校長職にあった。
内藤は、最高学年の高等科1・2年の複式学級を担任した。「高学年は校長が担当して最後の仕上げをすべきである」というのが信念であった。
1925年（大正14年4月）、山上尋常小学校長（奏任官待遇）を依願退職した。退職後は、神職を継ぐ一方で、自ら「校爺」「学校のおじいさん」と称して、学校の指導や手伝いを行うとともに、地域史研究に傾注した。

### 京都帝国大学に入学
1939年（昭和14年）、66歳にして京都帝国大学で文学部長・西田直二の指導を受け、雲伯古代史の研究を始める。

### 死去と村葬
1941年（昭和16年）6月、中度の脳出血を発症し、山上村の自宅で療養することとなり、研究は中断した。1944年（昭和19年）3月31日、自宅で死去した。71歳没。
当時の村長、財原善衛は、直ちに村議会に諮り、内藤の葬儀を村葬とし、財原村長が葬儀委員長となった。
内藤の没後、妻・ますは、東城町の実家に養女に入っていた娘のところに身を寄せたが、内藤の死から1年を経ずして亡くなった

## 内藤の教育
内藤は個性ある教師であった 。その教育は、師弟同行による塾風教育を土台とし、二宮尊徳を模範とする報徳思想を郷土教育の基本原理とした。実践面では、綴方教育の重視、児童劇の導入、体育の奨励（ソフトテニスの導入）、家庭作業（農繁休業）、開墾を通じた勤労教育、社会講話による生涯学習を推進した 。
内藤が自ら詠んだ歌に、その教育観が如実に現れている。 
願はくば 教の道に 我死なん 餓えて 凍えて 野に仆（ふせ）るとも
歩み来し 教の道は 果てぞなき いざ駒並めて 行かん死ぬまで

### 塾風教育
山上尋常高等小学校の校長に着任すると、自宅の長屋を「松蔭村塾」と称する寄宿舎とし、村外から来た児童を寄宿させた。また、1912年（大正元年）には学校の校地に木造家屋を建て「松蔭舎」と名付けた。ここは「師弟同行による人間教育」の場であり、生徒が輪番で泊まり、教師と子どもが風呂や炊事をともにする「家庭的訓育」の場であった。

### 報徳思想
内藤は若い時から、二宮尊徳の伝記『報徳記』を読み、その思想に傾倒していた。1902年（明治35年）に鳥取師範学校長に着任した土井亀之進の指導を受け、山上村に報徳社を設立し、報徳精神を指導理念として全村教育に着手した。

### 開墾は教育なり
内藤は「開墾は教育なり」という教育方針を掲げ、校庭の拡張や造林に取り組んだ。山を崩し、谷を埋め、運動場や果樹園、蔬菜園、花園を整備し、校地の拡張は年々続けられた。職員・児童を中心に、保護者や同窓会、村民の協力も得て、校地は当初の10倍以上の広さとなり、200メートルの直線コースを有する大運動場も完成した。

### 綴方教育
1907年（明治40年）から2年間、広島高等師範学校附属小学校訓導として出向した。この間、綴方教育の研究を行い、同付属校の3人の教員との共著で『綴方教授法精義』を出版した。
山上村に戻った後は、日記の生活綴方的な意義を重視し、5年生以上に「私と日誌と文」と題した和紙の冊子を与え、毎日、毛筆で日記を書くことを課した 。卒業生の1人はこの「私の日誌と文」について、「この毛筆日誌のお陰で現在どうやら文字らしい筆書きが、出来ることを常に感謝している。少年期のつらい修業は確かに後日の為になる」と語っている。

### 社会教育の実践
内藤は社会教育（生涯学習）の実践にも力を注いだ。明治30年代の中頃から、神社や寺院の祭日に合わせ、辻説法の形で講演や説教を行った。当初は「人々は狂人として驚異の目を見張れり」という状況で、実践にあたっては、戸別訪問をしたり、福引きの余興を行ったりと苦心した。
後には、農閑期に村内の小部落に出かけて民家や集会所を借りて会場とし、幻灯機を使い、職員が交代で「社会講話」を行うようになった。内容は、歴史や科学の発展、偉人伝、伝染病の話など多岐にわたった。郷土教育の一環として、郷土のさまざまな写真をスライドにし、村民に見せた。
午後7時半頃に開会し、合間には蓄音機がかけられた。講話は午後11時頃まで続き、終了後は各戸から料理が持ち寄られ、講師の慰労と懇親を兼ねた食事会がもたれた。幻灯機は、最初は石油ランプであったが、後にアセチレンガスを使用したものから電気を使用するものへと代わり、8ミリ映写機も購入した。

## 教育活動に対する表彰
- 1906年（明治39年）3月10日、山上小学校が「校紀醇正、児童の成績良好、施設適当である」として鳥取県から模範校として表彰を受ける。
- 1910年（明治43年）、教育功労者として県より表彰を受ける。
- 1914年（大正3年）、文部大臣選奨を受ける。従七位に叙され、奏任官待遇を受ける。
- 1924年（大正13年）1月、宮内省から社会事業功労者として表彰され、銀杯と金200円が下賜された[27]。
- 1940年（昭和15年）、帝国教育会から「父子三代教育功労者」として表彰を受ける[28]。

## 地域史研究への傾注

### 伊藤宜堂の顕彰
日野郡江尾村（現在の江府町江尾）出身の漢学者・伊藤宜堂は、鳥取藩主池田慶徳の前で御前講釈を行うほどの人物だった。内藤は伊藤をこよなく敬慕し、その功績を顕彰するため、『宜堂　哲人伊藤宜堂傳』を編述した。

### 日野郡史の編纂
日野郡役所は1912年（明治45年）に郡史編纂事業に着手していたが、郡史調査委員の交代や経費僅少などにより、遅々として編纂が進まなかった。内藤は1919年（大正8年）8月から編纂委員に任命されており、校長退職の理由の一つは、編纂事業に専念するためであった。
最初の郡史調査委員で、内藤と同郷の坪倉鹿太郎が編纂し、郡役所に献納した『日野郡野史』の貢献もあり、1926年（大正15年）に『日野郡史』が刊行された。『日野郡史』は、当時の地方歴史書としては珍しく、古文書の原文をそのまま掲載し、編者の主観を極力排除した。

### 石霞渓
日野郡石見村、霞村、黒坂村、大宮村を流れる日野川及びその支流に広がる石霞渓を、根雨小学校長の池田茂一郎（鉄州）らとともに、景勝地として普及活動を行った。その結果、史蹟名勝天然紀念物保存法に基づき、1932年（昭和7年）2月28日付けの文部省告示第59号により、第二類名勝の指定を受けた。

### 鳥髪の峯の宣揚
内藤は、古代史の研究にも力を入れ、天叢雲剣の出現の地とされる船通山（鳥髪の峯）を神域として宣揚することを発案した。第1回の神域宣揚祭は1930年（昭和5年）、船通山山頂で挙行され、熱田神宮宮司代理の伊達主典、鳥取県知事の久保豊四郎らが参加した。宣揚祭は、1940年（昭和15年）の第12回を最後に中断したが、戦後、1968年（昭和43年）に復活し、現在も続けられている。
1936年（大正12年）に宮内省は船通山頂の島根県側に、天叢雲之剣出現地と直刀を型どる表徴の石碑を建立した。現存する石碑は、1975年（昭和50年）8月に落雷のため、台のみを残して破損し、翌年に再建されたものである。

### 御墓山の探求
鳥取県日野郡日南町阿毘縁と島根県安来市広瀬町西比田との境界に位置する御墓山が、日本神話の女神、イザナミの陵墓であると考え、探求と宣揚を行った。 

## 皇室への尊崇

### 大典記念植樹
1915年（大正4年）、大正天皇即位の御大典記念事業として、内藤の発案により、山上村の大草山（標高916メートル）の山腹に「大正」の字形に合わせて杉の苗木を植樹した。一字の一辺が約80メートルあり、綿密な測量を行った上で、植林を行った。現在でも、遠方から「大正」の文字が視認できる。

### 皇紀2600年記念
皇紀2600年の記念事業として、1940年（昭和15年）の元旦から、奔馬2600頭の図と梅花2600の絵を描くことを決め、これらは同年12月31日に完成した。特に馬は内藤が得意とした画題であり、馬1匹1匹の様相が異なっている。2600の馬や梅を描くのに、内藤の横で妻のますが豆で数を数えていた。

## 内藤の顕彰

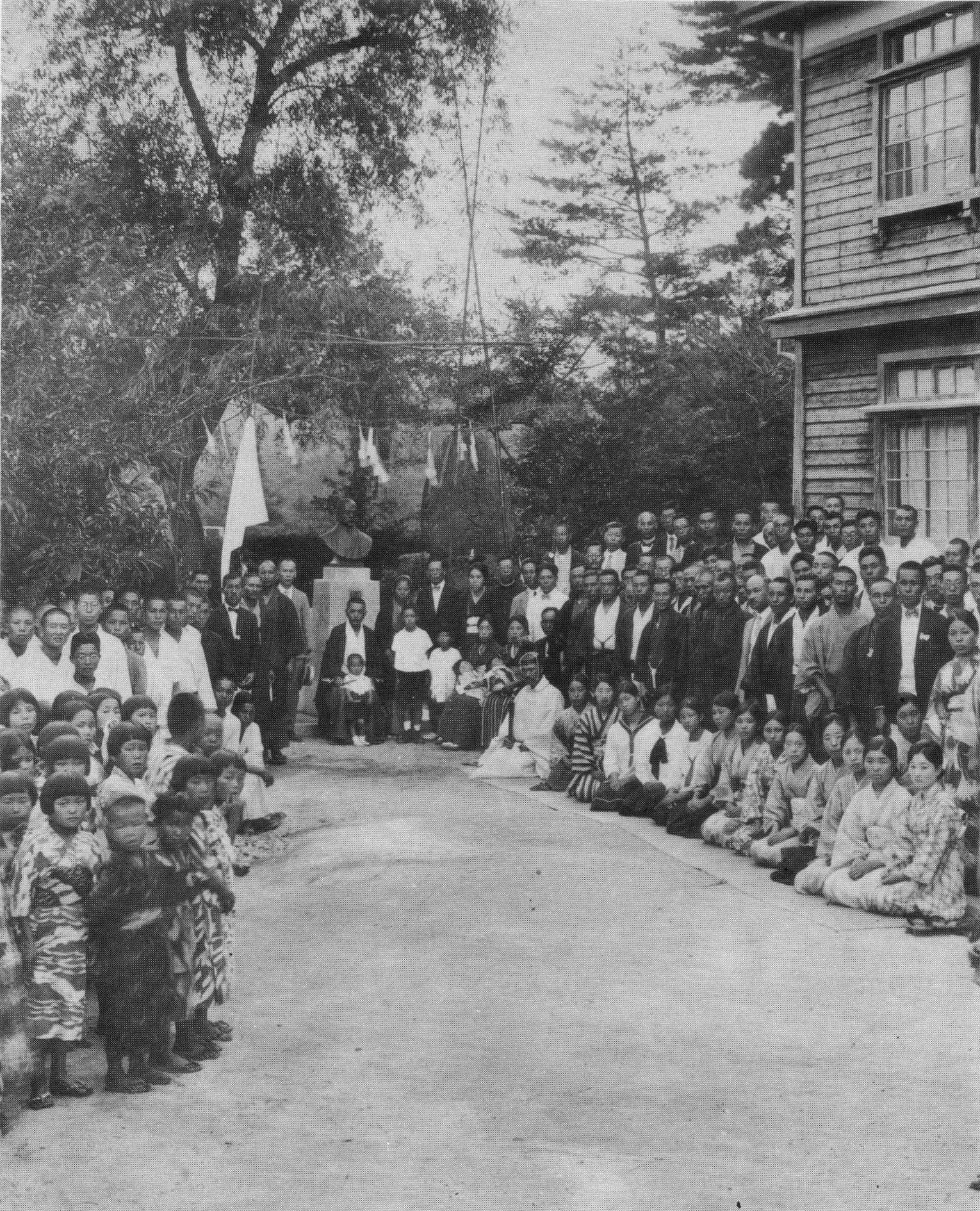
内藤岩雄銅像の除幕式

### 銅像の建立
1931年（昭和6年）8月20日、山上小学校同窓会は内藤の銅像（胸像）を建設し、除幕式が行われた。この銅像は大戦中も供出を免れた。

### 内藤記念館
1956年（昭和31年）4月22日、内藤の旧居に内藤記念館が開設された。生前起居していた部屋に、表彰関係書類や愛用の書籍、馬の絵をはじめとした絵、生前の収集物などの遺品などを展示した。現在、史料は山上地域振興センター内にある「郷愛の館」で保存・展示されている。

## 逸話
- 明治42年、文部省で「カミソリ男」と呼ばれていた視学官・茨木清次郎による視察があり、尋常科5・６年の複式学級の臨場試問を行った。6年の級長が、茨木との問答に完全に答えたことについて、茨木は「よくも教えたり、よくも身につけたりと、全く感心、いや敬服した」と述べたという[46]。

- 内藤は、掃除の仕方について、箒の持ち方、ぞうきんの絞り方まで具体的に教え、教職員、生徒が一緒になって掃除をした。校舎はかなり古かったが、便所の隅まで光るほど磨かれていた[47]。

- 児童生徒・職員は校外では、誰に対してもあいさつをした。内藤は「山村はさびしい。道をトボトボ歩いている人に人声かけてあげれば、それがどんなにうれしいことに感ぜられるか。だから見知らぬ人にも一声かけて挨拶してあげよう」と語った[47]。

- 文部省社会教育官の金井浩は1930年（昭和5年）11月、視察のため山上村を訪れている。金井は『郷土科学』に寄稿した報告文の中で、「次から次へと郷土の風習の改善、教化の徹底、男女青年の指導等に二十幾年に亘る尊き体験が連続して尽くる所を知らない」と述べている[48]。

- 長い顎髭を蓄えていた時期があったが、ある時、社会講話で石油ランプの幻灯を操作中、顎髭に火が着き、大騒ぎになった。顎髭は、36歳の時に悪性の中耳炎に罹患したのを機に落とした[49]。

- 1927年（昭和2年）12月1日、山上学園は漏電による火災に遭い、校舎や学園に関する史料が烏有に帰した。内藤はすでに校長を退職していたが、「物は焼けても、山上学園の精神は焼けぬ。再興せよ」と励まし、山上学園復興歌を自ら作って歌った[50]。

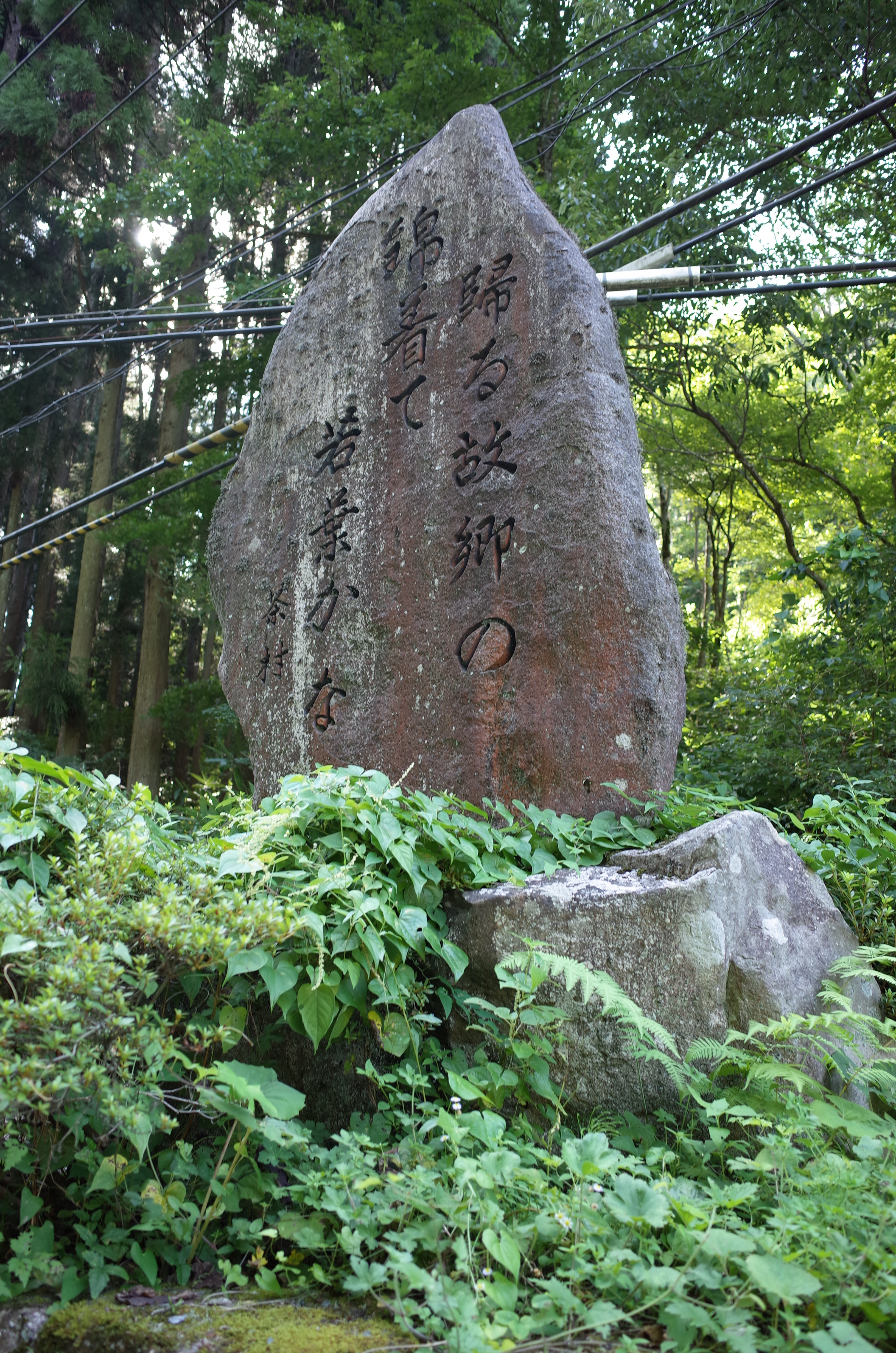
大入峠（鳥取県日南町）の内藤岩雄の句碑

- 村境の大入峠に自作の句「錦着て 帰る故郷の 若葉かな　茶村」と書いた大きな木柱を建て、村を出て行く若者を励ました。1979年（昭和54年）9月、有志により高さ2.5メートルの自然石の句碑に建てかえられた[51]。